# Споменик војводи Степи Степановићу
Споменик војводи Степи Степановићу се налази у Чачку, испред зграде главне поште.
Споменик представља војводу у стојећем ставу висине је 245cm. Бронзана биста је окренута према кући у којој је живео, а од споменика до куће постављене су по улици плоче са поменима битака у којима је учествовао. Споменик је подигнут за живота прослављеног војсковође, а ограду споменика чине камени обелисци, који личе на топовске гранате на којима су уписани називи места на којима је извојевао победе.
Реплике овог споменика су постављене у родном Кумодражу и Лозници.